# Aleš Trčka
Aleš Trčka (* 14. August 1961 in Prag) ist ein ehemaliger tschechoslowakischer Radrennfahrer.
1981 und 1983 belegte Aleš Trčka jeweils den dritten Platz bei den Bahnradsport-Weltmeisterschaften mit dem tschechoslowakischen Nationalteam in der Mannschaftsverfolgung. 1982 wurde er Zweiter der Niedersachsen-Rundfahrt (mit einem Etappensieg) und 1985 Zweiter bei der Olympia’s Tour. 1986 wurde er Weltmeister in der Mannschaftsverfolgung, mit Pavel Soukup, Svatopluk Buchta und Teodor Černý.
1988 startete Trčka bei den Olympischen Sommerspielen in Seoul ebenfalls in der Mannschaftsverfolgung (mit Soukup, Buchta, Zbyněk Fiala und Pavel Tesař); der Vierer belegte den fünften Platz. 1989 gewann er den traditionsreichen Bahnradsportwettbewerb 500+1 Kolo in Brno.